# Фридрих Младши (Бранденбург)
Фридрих Младши (на немски: Friedrich der Jüngere von Brandenburg, „der Fette“, * 1422 или 1424, † 6 октомври 1463 в Тангермюнде), наричан също Мазния, от род Хоенцолерн е маркграф на Бранденбург и господар на Алтмарк от 1447 г.
Той е най-малкият син на курфюрст Фридрих I от Бранденбург (1371–1440) и съпругата му Елизабет (1383–1442), дъщеря на херцог Фридрих от Бавария-Ландсхут от род Вителсбахи.
От 1440 г. негов опекун е по-големият му брат Фридрих II „Железния зъб“ и до 1456 г. те управляват заедно маркграфството Бранденбург. От 1445 г. той иска да бъде самостоятелен и през 1447 г. след подялба на земята получава Алтмарк и Пригниц.
Фридрих умира без мъжки наследник и е погребан в градската църква Св. Георг в Арнебург. Тленните му останки са преместени в Берлин.
Вдовицата му Агнес се омъжва през 1478 г. за много по-младия от нея княз Георг II фон Анхалт-Кьотен (1454–1509).

## Фамилия
Фридрих се жени на 9 февруари 1449 г. в Тангермюнде за принцеса Агнес от Померания (1436–1512), дъщеря на херцог Барним VIII от Померания и съпругата му Анна фон Вунсторф.  Той има с нея една дъщеря:
- Магдалена (1460–1496), ∞ 1482 граф Айтел Фридрих II фон Хоенцолерн (1452–1512)